# Anna Giuruki
Anna Giuruki (griechisch Άννα Γιουρούκη; * 2. November 1983 in Rinteln) ist eine ehemalige griechische Handballnationalspielerin.

## Sportliche Karriere
Anna Giuruki wurde als 4-Jährige von der ehemaligen deutschen Nationalspielerin Ilona Sundermeier entdeckt. Die damalige Handballtrainerin erkannte schon früh ihr Talent und holte sie zum TuS Eintracht Minden. Nachdem sie in den Jugendmannschaften ihr Talent unter Beweis stellte, wurde auch der damalige Bundesligatrainer Dieter Löffelmann auf die 14-Jährige aufmerksam und verpflichtete sie für den Bundesligakader der Damen.
Mit 16 Jahren unterschrieb Giuruki ihren ersten Profivertrag und absolvierte im Anschluss ihre ersten Bundesligaspiele. Bis 2003 spielte sie für den Bundesligaverein TuS Eintracht Minden, mit dem sie 1999 Vize-Pokalsiegerin wurde.
In der Saison 2003/04 wechselte die Rückraumspielerin dann für ein Jahr zum TuS Nettelstedt, für den sie zuvor ein Doppelspielrecht besaß. 2004 unterschrieb sie einen Vertrag in Griechenland, wo sie bis 2009 in der 1. Division für A.C. Aris Thessaloniki, mit dem sie am Europapokal der Pokalsieger teilnahm, auflief. Im Sommer 2009 schloss sie sich dann dem Erstligisten Paok Thessaloniki an.
Von 2003 bis 2009 gehörte Giuruki dem Kader der griechischen Juniorinnen – (8 Länderspiele) und Damen-Nationalmannschaft (50 Länderspiele) an. Sie spielte jeweils drei EM- und WM-Qualifikationsturniere und wurde 2004 in den 20er-Kader der Olympischen Spiele in Athen berufen. 2005 sowie 2009 gehörte sie zum Kader der Mittelmeerspiele, welche in Spanien und Italien ausgetragen wurden.
2011 kehrte sie zurück nach Deutschland, wo sie für den TSV Hahlen, die Handballspielgemeinschaft Bad Salzuflen sowie für den HSV Minden-Nord in der 3. Liga spielte. Im Sommer 2017 beendete sie ihre aktive Handball-Karriere.

## Berufliche Karriere
Von 2003 bis 2006 studierte Giuruki am Euro-Business-College in Bielefeld, Internationales Tourismus- und Eventmanagement.
Im Anschluss ging sie nach Durham (UK), wo sie ihren Bachelor of Arts (Hons) in Management, Business and Administration absolvierte.
Seit 2014 ist sie als Eventmanagerin tätig und unterstützt ehrenamtlich die Mansur Faqiryar Foundation in Bremen.